# Municipio de Yehualtepec

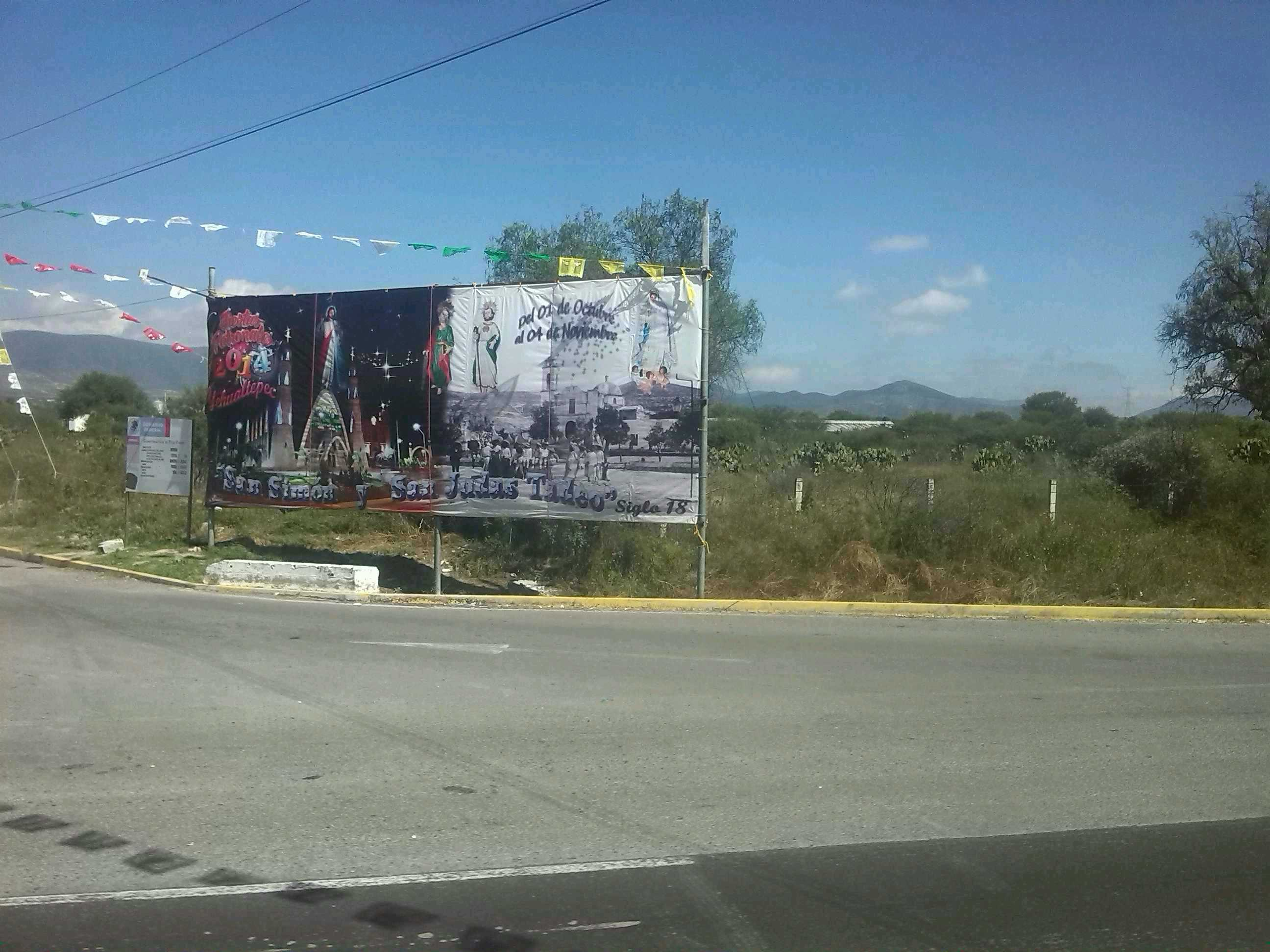
Anuncio de la feria de Yehualtepec.

El municipio de Yehualtepec (del náhuatl: yahualli, tepetl, c ‘redondez, cerro, en’‘En la redondez del cerro’) es uno de los 217 municipios que conforman al estado mexicano de Puebla. Fue establecido en 1895 y su cabecera es la localidad de Yehualtepec.

## Toponimia
El nombre de Yehualtepec provine del náhuatl yahualli que significa «redondez o circulo»,  tepetl que significa «cerro» y c que significa «en». En conjunto significando «rodeado de cerros».

## Historia
La población original del territorio la conformaron grupos nahuas. Para 1604 la región fue integrada a la cuarta congregación, se estableció una comunidad eclesial y se autorizó una cofradía en honor a la Inmaculada concepción desde 1588, como consta en el libro de la cofradía. En el siglo XIX fue parte del distrito de Tecamachalco. En 1895 fue establecido como municipio libre.

## Geografía
Yehualtepec abarca 125.77 km² y se encuentra a una altitud promedio de 2100 m s. n. m., oscilando entre los 1960 y los 2600 m s. n. m.
Colinda al norte con los municipios de Tecamachalco y Palmar de Bravo; al este con el municipio de Tlacotepec de Benito Juárez y Palmar de Bravo; al sur con Tlacotepec de Benito Juárez y Xochitlán Todos Santos; y al oeste con Tecamachalco y Xochitlán Todos Santos.

### Fisiografía
El 92% del municipio se encuentra en la subprovincia de los Lagos y volcanes de Anáhuac, parte de la provincia del Eje Neovolcánico; el 8% restante corresponde a la subprovincia de las Sierras orientales, dentro de la provincia de la Sierra Madre del Sur. El 83% de Yehualtepec es cubierto por el sistema de topoformas de la llanura con lomerío de piso rocoso, el 7% corresponde a la sierra baja, 5% a la llanura aluvial con lomerío, 3% al valle de laderas tendidas y el 2% restante al lomerío de tobas.

### Hidrografía
El 51% del municipio lo cubre la subcuenca del río Atoyac-Balcón del Diablo, dentro de la cuenca del río Atoyac, parte de la región hidrológica del Balsas; el 49% restante corresponde la subcuenca del río Salado, perteneciente a la cuenca del río Papaloapan, parte de la región hidrológica del Papaloapan. Los principales cursos de agua de la demarcación son canales de riego que se nutren de múltiples arroyos.

## Clima
El clima de Yehualtepec es templado subhúmedo con lluvias en verano en el 74% de su territorio y semiseco templado en el 26% restante. El rango de temperatura promedio es de 16 a 18 grados celcius, oscilando de 2 a 4 grados como mínima y 28 a 30 grados como máxima. El rango de precipitación media anual es de 500 a 600 mm y los meses de lluvias van de octubre a mayo.

## Demografía
De acuerdo al último censo, realizado por el INEGI en 2010, en el municipio habitan 22 976 personas

## Gobierno

### Cronología de los presidentes municipales
- Juan Sánchez.    (1940-1942)
- Juan Báez.         (1942-1943)
- Luis Silva.          (1943-1944)
- Gregorio Castro.   (1944-1945)
- Gonzalo Romero Tapia.  (1945-1948)
- Román  Zamora.  (1948-1948 )
- Luis Silva.           (1948-1950)
- Román Zamora.   (1950-1951)
- Maximino Pérez.   (1951-1956)
- Trinidad Rossini.   (1957-1958)
- Juan Galicia.         (1958-1960)
- Julián  Castro.       (1960-1962)
- Raymundo Pérez.   (1963-1965)
- Hermenegildo Aguilar. (1966 -1966)
- Zeferino Domínguez.   (1966-1968)
- Rafael Rodríguez         (1969-1971)
- Zenaido Galicia.          (1972-1974)
- Felipe Galicia.            (1975- 1976)
- Rutilo López.              (1976-1977)
- Gilberto Pérez.            (1978-1980)
- Domingo Rodríguez.     (1981-1982)
- Rogelio Rodríguez.       (1982-1983)
- Reyes León.               (1984-1985)
- Mario Lazalde.            (1985-1987)
- Rogelio Rodríguez.       (1988-1990)
- Agustín Domínguez.     (1991-1992)
- Saúl Fernández Sosa. (interino) (1992-1993)
- Margarito Domínguez.   (1993-1996)
- Mario Hernández Pérez. (1996-1999)
- Fulgencio Romero Hernández (1999-2001)
- Hugo López Luna (2002-2005)
- Julián Pérez Pérez  (2005-2008)
- Sixto Gonzales Gonzales (2008-2011)
- Ángel Gonzales Gonzales (2011-2014)
- José Luis Tenorio Morales (2014-2018)
- Florencio Galicia Fernández (2018-2021)
- Marcos Mauricio Pérez Moya (actualmente)